# Nespolo
Nespolo – miejscowość i gmina we Włoszech, w regionie Lacjum, w prowincji Rieti.
Według danych na rok 2004 gminę zamieszkiwały 223 osoby, 27,9 os./km².